# Barranquilla Fútbol Club
Maillots
Dernière mise à jour : 24 mai 2013.
Le Barranquilla FC est un club colombien de football, basé à Barranquilla. Le club évolue en Primera B (deuxième division).

## Joueurs notables
- Teófilo Gutiérrez
- Carlos Bacca
- Luis Díaz